# Pseudauletes rufiventris
Pseudauletes rufiventris is een keversoort uit de familie Rhynchitidae. De wetenschappelijke naam van de soort is voor het eerst geldig gepubliceerd in 1860 door Jekel.